# Flores Historiarum
La Flores Historiarum è una cronaca medievale compilata in latino da diversi autori, riguardante la storia dell'Inghilterra dalla creazione fino al 1326. La parte più pregevole è quella realizzata da Ruggero di Wendover per gli eventi del suo tempo (dal 1216 al 1235).
La maggior parte dell'opera fu scritta nell'abbazia di St Albans, e l'ultima parte nell'abbazia di Westminster. Il nucleo iniziale dell'opera sarebbe stato compilato da Giovanni de Cella (conosciuto anche come Giovanni di Wallingford), abate di St. Albans dal 1195 al 1214 e autore della Chronica Joannis Wallingford. Il suo lavoro, che partiva dal 1188, fu poi rivisto e continuato da un monaco di St Albans, Ruggero di Wendover, che giunse fino al 1235, anno precedente alla sua morte. Ruggero afferma nella prefazione di aver selezionato materiale "dai libri di scrittori cattolici degni di credito, proprio come fiori di diversi colori raccolti da diversi campi". Per questa ragione chiamò il suo lavoro Flores Historiarum. Oggi viene apprezzato soprattutto per la narrazione degli eventi a lui contemporanei (dal 1216 al 1235).
Il periodo 1306-1326 fu invece compilato a Westminster da Roberto di Reading (morto nel 1325) e da un altro monaco di Westminster. Quest'ultimo è stato per anni identificato con un certo "Matteo di Westminster", mentre oggi è accertato che un cronista di tale nome non è mai esistito, e si concorda sul nome di Matteo Paris. 
L'opera fu stampata per la prima volta da Matthew Parker, arcivescovo di Canterbury, nel 1567, mentre l'edizione migliore è quella edita da Henry Richards Luard (con sua introduzione) per le Rolls series (Londra, 1890).
Fu tradotta in inglese da CD Yonge (Londra, 1853). Vedi l'introduzione di Luard e Charles Bémont nella Revue critique d'histoire (Parigi, 1891).